# 유벽병
유벽병(劉闢兵, ? ~ 기원전 53년)은 전한 후기의 제후로, 광천대왕의 아들이다.

## 행적
신작 3년(기원전 59년), 서량후(西梁侯)에 봉해졌다.
서량절후 7년(기원전 53년)에 죽으니 시호를 절이라 하였고, 아들 유광이 작위를 이었다.

## 출전
- 반고, 《한서》 권15하 왕자후표 下

| 선대 (첫 봉건) | 전한의 서량후 기원전 59년 ~ 기원전 53년 | 후대 아들 서량효후 유광 |